# Aston Hippodrome
Aston Hippodrome, även känd som  The Hipp, var en  teater i stadsdelen Aston i norra Birmingham, England. 
Teatern öppnade 7 december 1908 och revs i september 1980. Teatern ritades av James och Lister Lea som även är arkitekterna bakom byggnaden Bartons Arms i samma område.